# Distribution de Boltzmann
 (juin 2019).
Si vous disposez d'ouvrages ou d'articles de référence ou si vous connaissez des sites web de qualité traitant du thème abordé ici, merci de compléter l'article en donnant les références utiles à sa vérifiabilité et en les liant à la section « Notes et références ».
En physique statistique, la distribution de Boltzmann donne la probabilité qu'un système soit dans un état d'énergie donné, en fonction de sa température. Par exemple, la distribution de Boltzmann définit - en fonction de la température - la répartition des particules (comme des molécules ou des atomes) sur les différents états liés d'un système ; elle détermine la probabilité de trouver une particule sur un niveau d'énergie donné (et donc son taux d'occupation) : données essentielles en spectroscopie.

## La distribution de Boltzmann
On considère un système Σ de N particules en équilibre thermodynamique, échangeant de l'énergie (pas de matière) avec un thermostat à la température T ; le thermostat est supposé avoir une capacité calorifique suffisamment grande, pour que sa température ne soit pas affectée par les échanges avec le système Σ (ensemble canonique).
Les particules du système se répartissent sur des niveaux d'énergie Ei (que l'on supposera discrets dans un premier temps) ; l'énergie totale du système Σ n'est donc pas déterminée, mais dépend de la répartition des particules sur les niveaux d'énergie, répartition qui dépend de la température.
La probabilité pi pour qu'une particule du système soit sur le niveau d'énergie Ei, est le ratio du nombre Ni de particules sur ce niveau par le nombre total de particules {\displaystyle N} :
{\displaystyle p_{i}={{N_{i}} \over {N}}={\frac {g_{i}}{Z(T)}}\exp \left(-{\frac {E_{i}}{k_{B}T}}\right)}
où kB est la constante de Boltzmann, T est la température fixée, gi est la dégénérescence (lorsque plusieurs niveaux ont la même énergie).
{\displaystyle N=\sum _{i}N_{i}\,}
et Z(T) est appelée fonction de partition, qui est égale à :
{\displaystyle Z(T)=\sum _{i}g_{i}\exp \left(-{\frac {E_{i}}{k_{B}T}}\right)}.
La distribution de Boltzmann s'applique seulement pour des particules à assez haute température et assez faible densité pour que les effets quantiques soient ignorés, et que ces particules obéissent à la statistique de Maxwell-Boltzmann (se référer à cet article pour la démonstration de la distribution de Boltzmann).
La distribution de Boltzmann est parfois écrite en termes de β = 1/kT où β est le bêta thermodynamique. Le terme exp(−βEi) ou exp(−Ei/kT), qui donne la probabilité relative (non normalisée) d'un état, est appelé facteur de Boltzmann et apparaît parfois dans les études en physique et chimie.

### Un exemple

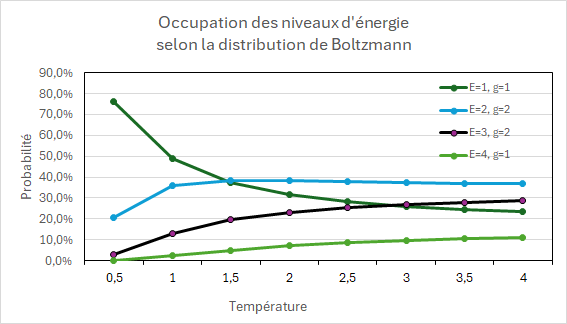
Evolution de la probabilité d'occupation d'un système simple à 4 niveaux d'énergie (certains dégénérés) en fonction de la température

Considérons un système très simplifié avec 4 niveaux d'énergie, définis respectivement par leur énergie et leur dégénérescence : {\displaystyle E_{1}=1,g=1}, {\displaystyle E_{2}=2,g=2}, {\displaystyle E_{3}=3,g=2}, {\displaystyle E_{4}=4,g=1}. Les énergies et les températures sont données en unités arbitraires, mais cohérentes (avec {\displaystyle k_{B}=1}).
La figure ci-contre illustre la distribution de Boltzmann avec les courbes d'évolution de la probabilité qu'une particule occupe les différents niveaux d'énergie en fonction de la température. On note l'effet de la dégénérescence qui amène les probabilités de certains niveaux à se croiser.
L'énergie par particule {\displaystyle E/part} n'est pas conservée, elle est de 1,27 à T=0,5 ; 2,06 à T=2 et 2,24 à T=3,5 (unités arbitraires).

### Extension au cas continu
Dans certains cas, les niveaux d'énergie sont très nombreux et proches, on peut considérer le spectre d'énergie comme continu, caractérisé par une densité d'états g(E). Le nombre d'états d'énergie compris entre E et E + dE est alors g(E) dE. Les sommes discrètes sont remplacées par des intégrales et la distribution de Boltzmann s'écrit alors :
{\displaystyle p(E)\,\mathrm {d} E={\frac {g(E)\exp(-\beta E)}{\int g(E')\exp(-\beta E')\,\mathrm {d} E'}}\,\mathrm {d} E.}
Lorsque l'énergie est identifiée à l'énergie cinétique de la particule :
{\displaystyle E_{i}={\begin{matrix}{\frac {1}{2}}\end{matrix}}mv^{2},} la distribution suit une statistique de Maxwell-Boltzmann des vitesses de molécules gazeuses, auparavant prédite par Maxwell en 1859.
Cependant, dans la distribution de Boltzmann, l'expression de l'énergie est beaucoup plus générale. Par exemple, elle s'applique aux variations de la densité de particules dans un champ gravitationnel en fonction de la hauteur, avec {\displaystyle E_{i}={\begin{matrix}{\frac {1}{2}}\end{matrix}}mv^{2}+mgh}.
Dans la limite classique, i.e. pour des valeurs élevées de E/kT ou une faible densité d'états— lorsque les fonctions d'ondes des particules ne se superposent pas en pratique, les distributions de Bose-Einstein et de Fermi-Dirac s'identifient à une distribution de Boltzmann.